# Брезов (район Бардеёв)
Брезов (словац. Brezov) — село, община в округе Бардеёв, Прешовский край, Словакия. Расположен в северо-восточной части Словакии.
Впервые упоминается в 1335 году.
В селе есть римо-католический костел, построенный в 1652 году.

## Населення
| Год:                | 1994 | 2004    | 2014     | 2024     |
| ------------------- | ---- | ------- | -------- | -------- |
| Количество человек: | 398  | 432     | 386      | 333      |
| Разница:            |      | +8,54 % | −10,64 % | −13,73 % |

В селе проживает 404 человек.
Национальный состав населения (по данным последней переписи населения — 2001 год):
- словаки — 98,58%
- украинцы — 0,24%
- чехи — 0,24%

Состав населения по принадлежности к религии состоянию на 2001 год:
- римо-католики — 85,85%
- протестанты — 8,02%
- греко-католики — 4,48%
- православные — 0,24%
- не считают себя верующими или не принадлежат ни к одной вышеупомянутой церкви — 1,18%